# Sulamith Wülfing
Sulamith Wülfing (* 11. Januar 1901 in Elberfeld; † 20. März 1989 in Wuppertal) war eine deutsche Künstlerin und Illustratorin.

## Leben und Werk
Sulamith Wülfing lebte die ersten Jahre ihres Lebens mit ihrem Vater Carl Wülfing und ihrer Mutter Hedwig Wülfing isoliert. Schon in jungen Jahren begann sie zu zeichnen, darunter auch Motive von mythischen Wesen, welche später für sie charakteristisch werden sollten. 1917 trat sie ein Studium an der Handwerker- und Kunstgewerbeschule Elberfeld bei Otto Schulze-Köln und Max Bernuth an. 1929 gründete sie ihren eigenen Kunstverlag Selbstverlag Sulamith Wülfing, später umbenannt in Sulamith Wülfing-Verlag. Die Begegnung mit dem indischen Philosophen Jiddu Krishnamurti war für sie prägend. Verheiratet war sie mit Otto Schulze jun. (1898–1976), dem Sohn von Otto Schulze-Köln.
Das Ende des Zweiten Weltkrieges erlebte sie in Gebweiler im Elsass, wohin sie nach der Zerstörung ihres Hauses in Wuppertal evakuiert worden war. Im Sommer 1945 stellte sie einen Einreiseantrag in die Schweiz, der abgelehnt wurde.
Wülfing schuf vor allem zart aquarellierte Bleistiftzeichnungen, in denen sie eine feenhafte und mystische Welt mit Engeln, Blumen, Nymphen, Zwergen und Riesen entwarf. Erfolgreich vermarktet hat sie ihre Bilderproduktion in ihrem eigenen Verlag als Buchillustrationen, für Kalender, Postkarten und Plakate. Wülfing war auch als Designerin für die Serie der Rosenthal-Weihnachtsteller tätig.

## Rezeption
Im Oktober 1969 charakterisierte Luise Rinser sie als „poetische Wuppertalerin, [...] die Blumenhaftes mit Figürlichem auf jugendstilig-manieristische Art verflechtet, die, auf Millionen Postkarten reproduziert, seit Jahrzehnten von seelenhaften Leuten verschickt wird.“

## Ehrungen
In Wuppertal-Elberfeld wurde eine Straße nach Sulamith Wülfing benannt.
Zu Wülfings Gedenken wurde im September 2021, zum 120-jährigen Geburtstag Wülfings, eine Kunstausstellung veranstaltet. Die Ausstellung „Die vergessene Tochter der Stadt“ zeigte die Kunst von über 25 internationalen Künstlern, deren Werke von Wülfing inspiriert waren. Unter den Künstlern, die ihre Kunst ausgestellt hatten, war zum Beispiel Norbert Gladis. Die Galeristin Yvette Endrijautzki plante diese Ausstellung, um „die Kunst Wülfings bekannter [zu] machen“.

## Werke
- Sulamith Wülfing Band I: Farbige Abbildungen – mit Gedichten von Rainer Maria Rilke
- Sulamith Wülfing Band II: Farbige Abbildungen – mit Gedichten von Rainer Maria Rilke – 1932
- Sulamith Wülfing Band III: Das Tor. Die Geschichte eines Lebens – zwölf Kupfertiefdrucktafeln
- Sulamith Wülfing Band VI: Neun Farbige Abbildungen – mit Gedichten von Christian Morgenstern – 1934
- Sulamith Wülfing Band IX: Von Engeln. Ein Lied von Kindern, Engeln und Blüten. Wuppertal-Elberfeld 1936
- Sulamith Wülfing Band XIV: Der Märchenschrein. Wuppertal-Elberfeld 1940
- Vor dem Leuchter 1949. Mappenwerk 12 Blatt. Sulamith Wülfing Verlag, Wuppertal-Elberfeld 1948
- Der Leuchter – Liebe zu Menschen
- Liederband I
- Liederband II
- Sulamith Wülfing – Eine Art Monographie in Bildern (mit einer Einleitung von Otto Schulze)
- Die Truhe
- Die Krone
- Von der Seele
- Der Mond ist aufgegangen – Teil 1 – Liedermappe
- Es waren zwei Königskinder
- Königin Maria von Rumänien: Vom Wunder der Tränen. Wülfing, Wuppertal-Elberfeld 1938, DNB 361197403
- Illustrationen zu: Manfred Kyber: Die drei Lichter der kleinen Veronika. Grethlein, Leipzig/Zürich 1929.
- Illustrationen zu: Hans Christian Andersen, Die kleine Seejungfrau Wülfing, Wuppertal-Elberfeld 1950.
- Der Engel-Kalender 2022, Taschenkalender, Mit Engeln leben Tag für Tag, Aquamarin-Verlag GmbH, Grafing b. München, 2021, ISBN 978-3-89427-888-5.